# Гребля на байдарках и каноэ на Панамериканских играх 2015
Гребля на байдарках и каноэ на Панамериканских играх 2015 года прошли с 11 по 19 июля. Соревнования по гребле на гладкой воде прошли на гребном канале в Велланде с 11 по 14, а гребной слалом проходил на водохранилище в Минден Хиллз с 18 по 19 июля. Медали разыгрывались в 18 дисциплинах (11 у мужчин и 7 у женщин). В соревнованиях приняло участие 150 спортсменов из 17 стран. 
В 2013 году на генеральной ассамблеи ПАСО в Ямайке было принято решение о включении в программу Панамериканских игр 5 дисциплин в гребном слаломе. И сразу в четырёх из пяти видах слаломной программы (за исключением неолимпийской дисциплины каноэ-одиночек у женщин) победители Игр получали лицензию для своей страны на участие в летних Олимпийских играх 2016 года в Рио-де-Жанейро.
Второй раз подряд победу в неофициальном зачёте одержали спортсмены Кубы, завоевавшие на Играх 6 золотых, 2 серебряные и 2 бронзовые медали.

## Медали

### Общий зачёт
(Жирным выделено самое большое количество медалей в своей категории; принимающая страна также выделена)
| Общее количество медалей |           |        |         |        |       |
| Место                    | Страна    | Золото | Серебро | Бронза | Всего |
| 1                        | Куба      | 6      | 2       | 2      | 10    |
| 2                        | Канада    | 5      | 5       | 4      | 14    |
| 3                        | Бразилия  | 3      | 6       | 5      | 14    |
| 4                        | США       | 3      | 1       | 1      | 5     |
| 5                        | Аргентина | 1      | 3       | 4      | 8     |
| 6                        | Эквадор   | 0      | 1       | 1      | 2     |
| 7                        | Мексика   | 0      | 0       | 2      | 2     |
| Всего                    | Всего     | 18     | 18      | 19     | 55    |

### Медалисты

#### Гладкая вода

##### Мужчины
| Дисциплина                           | Золото                                                     | Серебро                                                                                    | Бронза                                                                          |
| Каноэ-одиночки (C-1), 200 метров     | Исакиас Кейрос Бразилия                                    | Джейсон Маккумбс Канада                                                                    | Арнольд Родригес Куба                                                           |
| Каноэ-одиночки (C-1), 1000 метров    | Исакиас Кейрос Бразилия                                    | Марк Олдершоу Канада                                                                       | Эверардо Кристобаль Мексика                                                     |
| Каноэ-двойки (C-2), 1000 метров      | Канада Бенджамин Расселл Габриэль Бошесне-Севиньи          | Бразилия Эрлон Силва Исакиас Кейрос                                                        | Куба Сергей Торрес Хосе Карлос Булнес                                           |
| Байдарки-одиночки (K-1), 200 метров  | Марк Де Йонг Канада                                        | Эдсон Да Силва Бразилия                                                                    | Сесар Де Сесаре Эквадор                                                         |
| Байдарки-одиночки (K-1), 1000 метров | Хорхе Гарсия Куба                                          | Даниэль Даль Бо Аргентина                                                                  | Адам Ван Куверден Канада                                                        |
| Байдарки-двойки (K-2), 200 метров    | Аргентина Эзекель Ди Джакомо Рубен Войсард                 | Куба Фидель Варгас Рейнье Торрес                                                           | Бразилия Ханс Хайнрих Малльман Эдсон Фрейтас да Силва                           |
| Байдарки-двойки (K-2), 200 метров    | Аргентина Эзекель Ди Джакомо Рубен Войсард                 | Куба Фидель Варгас Рейнье Торрес                                                           | Канада Марк Де Йонг Пьерр-Люк Пулин                                             |
| Байдарки-двойки (K-2), 1000 метров   | Куба Хорхе Гарсия Рейнье Торрес                            | Аргентина Пабло де Торрес Гонсало Каррерас                                                 | Бразилия Селсо Диас де Оливейра Вагнер Джуниор Соута                            |
| Байдарки-четвёрки (K-4), 1000 метров | Куба Хорхе Гарсия Рейнье Мора Рейнье Торрес Алекс Менендес | Бразилия Роберто Мелер Вагнер Джуниор Соута Селсо Диас де Оливейра Жилван Битенкур Рибейро | Аргентина Даниэль Даль Бо Хуан Игнасио Касерес Пабло де Торрес Гонсало Каррерас |

##### Женщины
| Дисциплина                          | Золото                                                        | Серебро                                                            | Бронза                                                                            |
| Каноэ-одиночки (C-1), 200 метров    | Лорен Винсен-Лапуант Канада                                   | Анджи Авеньо Саласар Эквадор                                       | Вальденис Ду Насименту Бразилия                                                   |
| Байдарки-одиночки (K-1), 200 метров | Юсмари Менгана Куба                                           | Мишель Руссель Канада                                              | Сабрина Амехино Аргентина                                                         |
| Байдарки-одиночки (K-1), 500 метров | Юсмари Менгана Куба                                           | Мишель Руссель Канада                                              | Ана Паула Вергуц Бразилия                                                         |
| Байдарки-двойки (K-2), 500 метров   | Куба Юсмари Менгана Юрьени Герра                              | Аргентина Сабрина Амехино Александра Керестеши                     | Бразилия Карина Аланис Морисела Монтемайор                                        |
| Байдарки-четвёрки (K-4), 500 метров | Канада Эмили Фурнель Кейтлин Фрейзер Мишель Руссель Ханна Вон | Куба Даниэла Мартин Юрьени Герра Лисандра Торрес Джессика Эрнандес | Аргентина Мария Магдалена Гарро Сабрина Амехино Александра Керестеши Бренда Рохас |

#### Слалом

##### Мужчины
| Дисциплина              | Золото                          | Серебро                                  | Бронза                                |
| Каноэ-одиночки (C-1)    | Кейси Айкфелд США               | Кэмерон Смедли Канада                    | Фелипе да Силва Бразилия              |
| Каноэ-двойки (C-2)      | США Девин Макивэн Кейси Айкфелд | Бразилия Шарлес Корреа Андерсон Оливейра | Аргентина Лукас Росси Себастьян Росси |
| Байдарки-одиночки (K-1) | Майкл Смолен США                | Педро да Силва Бразилия                  | Бен Хейуорд Канада                    |

##### Женщины
| Дисциплина              | Золото                    | Серебро              | Бронза                 |
| Каноэ-одиночки (C-1)    | Ана Сатилья Бразилия      | Коллин Хикки США     | Хейли Дэниэлс Бразилия |
| Байдарки-одиночки (K-1) | Жасмин Денолландер Канада | Ана Сатилья Бразилия | Эшли Ни США            |

## Место проведения
| Водохранилище Минден Хиллз | Гребной канал Велланд |
| -------------------------- | --------------------- |
|                            |                       |
| Гребной слалом             | Гладкая вода          |